# Elysius chimaera
Elysius chimaera är en fjärilsart som beskrevs av Druce 1893. Elysius chimaera ingår i släktet Elysius och familjen björnspinnare. Inga underarter finns listade i Catalogue of Life.